# Homogenic Tour
Homogenic Tour – trzecia trasa koncertowa Björk, w trakcie której odbyło się pięćdziesiąt siedem koncertów.

## Setlista
1. „Visur Vatnsenda-Rosu”
2. „Hunter”
3. „Headphones”
4. „Come to Me”
5. „Venus as a Boy”
6. „All Neon Like”
7. „You’ve Been Flirting Again”
8. „Isobel”
9. „Possibly Maybe”
10. „5 Years”
11. „Immature”
12. „I Go Humble”
13. „Play Dead”
14. „Alarm Call” (wersja grana w radio)
15. „Human Behaviour”
16. „Bachelorette”
17. „Hyperballad”
18. „Violently Happy”
19. „Pluto”
20. „So Broken”
21. „All Is Full So Love”
22. „The Anchor Song”
23. „Jóga”

## Daty występów promocyjnych
1. 19 września 1997 – TFI Friday
2. 3 października 1997 – Top of the Pops
3. 18 października 1997 – Saturday Night Live
4. 6 listopada 1997 – 1997 MTV Europe Music Awards
5. 29 listopada 1997 – Later... with Jools Holland
6. 11 lutego 1998 – Nulle Part Ailleurs
7. 14 lutego 1998 – MTV Live
8. 22 maja 1998 – The Tonight Show with Jay Leno
9. 20 czerwca 1998 – Hit Machine
10. 16 października 1998 – Later... with Jools Holland
11. 5 grudnia 1998 – CD:UK

## Lista koncertów
1. 2 listopada 1997 – Bruksela, Belgia – Halles de Schaerbeek
2. 3 listopada 1997 – Amsterdam, Holandia – Melkweg
3. 7 listopada 1997 – Florencja, Włochy – Teatro Verdi
4. 9 listopada 1997 – Lozanna, Szwajcaria – Le Metropolé
5. 10 listopada 1997 – Paryż, Francja – Maison de la Mutualité
6. 11 listopada 1997 – Oksford, Anglia – Apollo Theatre
7. 12 listopada 1997 – Londyn, Anglia – Shepherd’s Bush Empire
8. 13 listopada 1997 – Londyn, Anglia – Shepherd’s Bush Empire
9. 15 listopada 1997 – Edynburg, Szkocja – Usher Hall
10. 17 listopada 1997 – Dublin, Irlandia – Olympia Theatre
11. 19 listopada 1997 – Frankfurt, Niemcy – Palais im Zoo
12. 20 listopada 1997 – Kopenhaga, Dania – Vega
13. 22 listopada 1997 – Sztokholm, Szwecja – Fryshuset
14. 5 maja 1998 – Toronto, Kanada – The Warehouse
15. 8 maja 1998 – Montreal, Kanada – Métropolis
16. 11 maja 1998 – Nowy Jork, USA – Hammerstein Ballroom
17. 12 maja 1998 – New York City, Nowy Jork, USA – Hammerstein Ballroom
18. 15 maja 1998 – Waszyngton, USA – The Capital Ballroom
19. 16 maja 1998 – Worcester, Massachusetts, USA – Worcester Palladium
20. 18 maja 1998 – Chicago, Illinois, USA – House of Blues
21. 21 maja 1998 – San Francisco, Kalifornia, USA – The Warfield Theater
22. 23 maja 1998 – Los Angeles, Kalifornia, USA – Hollywood Palladium
23. 6 czerwca 1998 – Paryż, Francja – Zénith de Paris
24. 7 czerwca 1998 – Paryż, Francja – Zénith de Paris
25. 13 czerwca 1998 – Praga, Czechy – Koupaliště Džbán (Jam Music Festival)
26. 14 czerwca 1998 – Wiedeń, Austria – Libro Musik Halle
27. 21 czerwca 1998 – Scheeßel, Niemcy – Eichenring (Hurricane Festival)
28. 28 czerwca 1998 – Turku, Finlandia – Kansapuisto Park (Ruisrock)
29. 2 lipca 1998 – Kristiansand, Norwegia – Odderøya (Quart Festival)
30. 4 lipca 1998 – Torhout, Belgia – Festivalweide (Torchout Werchter Festival)
31. 5 lipca 1998 – Werchter, Belgia – Werchter Rock Festival
32. 10 lipca 1998 – Montreux, Szwajcaria – Stravinsky Auditorium (Montreux Jazz Festival)
33. 11 lipca 1998 – Frauenfeld, Szwajcaria – Allmend Frauenfeld (Out in the Green Festival)
34. 17 lipca 1998 – Stambuł, Turcja – Cemil Topuzlu-Open Air Theatre
35. 19 lipca 1998 – Fano, Włochy – Plac Miejski (Il Violino el la Sence Festival)
36. 1 sierpnia 1998 – Tokio, Japonia – Bay Side Square (Fuji Rock Festival)
37. 6 sierpnia 1998 – Skanderborg, Dania – Dyrehaven (Skandenborg Festival)
38. 9 sierpnia 1998 – Benicássim, Hiszpania – Costa del Azahar (Międzynarodowy Festival Benicássim)
39. 13 sierpnia 1998 – Sztokholm, Szwecja – Riddarholmen (Stockholm Water Festival)
40. 20 sierpnia 1998 – Rio de Janeiro, Brazylia – Citibank Hall (Close Up Planet Festival)
41. 25 sierpnia 1998 – Santiago, Chile – Teatro Monumental
42. 27 sierpnia 1998 – Buenos Aires, Argentyna – Luna Park
43. 28 sierpnia 1998 – Buenos Aires, Argentyna – Teatro Opera
44. 25 listopada 1998 – Manchester, Anglia – Manchester Carning Apollo
45. 27 listopada 1998 – Birmingham, Anglia – Symphony Hall
46. 29 listopada 1998 – Londyn, Anglia – London Palladium
47. 2 grudnia 1998 – Cambridge, Anglia – Cambridge Corn Exchange
48. 5 stycznia 1999 – Reykjavík, Islandia – Teatr Narodowy Islandii
49. 6 stycznia 1999 – Reykjavík, Islandia – Teatr Narodowy Islandii

## Źródła
- www.nme.com
- Music News of the World (Lo-Fi). addict.com. [zarchiwizowane z tego adresu (1999-04-27)].